# Brachiaria
Brachiaria és un gènere de plantes de la família de les poàcies, ordre de les poals, subclasse de les commelínides, classe de les liliòpsides, divisió dels magnoliofitins.

## Taxonomia
- Brachiaria eruciformis (Sm.) Griseb.
- Brachiaria fusiformis Reeder
- Brachiaria ophryodes Chase